# Dig vare lov och pris, o Krist
Dig vare lov och pris, o Krist är en gammal lovpsalm i tre verser med ursprung i en latinsk hymn från medeltiden. Den svenska översättningen, tryckt 1553, gjordes av okänd efter en dansk översättning "Teg wære loff oc prijss o Herre Christ" tryckt 1528.
Psalmen inleds 1695 med orden:
Tigh ware lof och prijs O Christ
Wälsignad är then dagh förwist
Melodin (Frygisk på E, 4/4 alt. 2/2) är från en sanctus-trop på 1300-talet, bearbetad 1529 vid publiceringen i den danska Rostockerhandboken och publicerad i Sverige i Een lijten Song-book 1553 (möjligen med texten). Enligt Koralbok för Nya psalmer, 1921 används den också till psalmen Vi lova dig, o store Gud (1819 nr 139, 1986 nr 55) och Vi tro på Gud, som himmel, jord (1921 nr 522, 1937 nr 27).

## Publicerad i
- Een lijten Song-book 1553
- Göteborgspsalmboken med titeln under rubriken "Några Andelige Loffsånger".[1]
- 1695 års psalmbok som nr 191 under rubriken "Om then Hel. Trefallighet".
- 1819 års psalmbok som nr 265 under rubriken "Kristligt sinne och förhållande - I allmänhet: Förhållandet till Gud: Guds lov".
- 1937 års psalmbok som nr 199 under rubriken "Nattvarden".
- Den svenska psalmboken 1986 som nr 334 under rubriken "Lovsång och tillbedjan".
- Finlandssvenska psalmboken 1986 som nr 281 under rubriken "Glädje och tacksamhet".